# إركي تويفانن
إركي ماتي تويفانن (بالفنلندية: Erkki Matti Toivanen) (ولد في 18 مايو 1938 - توفي في 21 يوليو 2011) هو صحفي ومقدم برامج فنلندي لإذاعة أوليسراديو (بالفنلندية :Yleisradio) والتي يشار إليها باختصار ب"Yle".

## المسيرة المهنية
بعد حصوله على درجة الماجستير في التاريخ السياسي من جامعة هلسنكي في عام 1962، انضم تويفانن إلى القسم الفنلندي في الخدمة العالمية لبي بي سي كانت إحدى مهامه هي إنتاج الموسيقى للدراما الإذاعية التي كتبها أنسيلم هولو وماتي روسي.
في عام 1968 تمت ترقيته إلى قارئ أخبار على شاشة التلفزيون والإذاعة، ومن عام 1969 حتى عام 1972 عمل كمحرر أخبار أجنبية. وفي نفس العام انضم إلى إذاعة أوليسراديو كمراسل صحفي ومذيع. تضمنت مسيرته الإذاعية التعليق على أربعة مواسم منمسابقة الأغنية الأوروبية (1977 و 1978 و 1982 و 1987) وتقديم التغطية الفنلندية الألعاب الأولمبية الصيفية في ثماني مناسبات بين عامي 1972 و 2000. ومن عام 1987 حتى عام 1994 عمل كمراسل صحفي أوليسراديو تي في 1 (بالفنلندية: Yle TV1)، و من عام 1995 حتى عام 2000 كمراسل خاص. تقاعد من إذاعة أوليسراديو في عام 2001.

## الحياة الخاصة
كان تويفانن مثلي الجنس علنا. كان متزوجًا من امرأة بين عامي 1963 و 1966. وأنجب حينها ابنة في عام 1964. منذ عام 1972 وحتى وفاته في عام 2011، كان في علاقة مع شريك حياته لينوكس ووكر، المدير السابق لفرقة تي ريكس البريطانية.
تلقى توفانن سكتة دماغية في 14 يوليو 2010، وواحدة أخرى بعد ثلاثة أسابيع. في أكتوبر من ذلك العام، تم تشخيص ورم صغير في دماغه، والذي تم إستئصاله في ديسمبر 2010. على الرغم من العلاجات، توفي في 21 يوليو 2011 في لندن وهو نائم. واستيفاء لوصيته تم نشر رماده في شاطئ بلانشيزيوس في منزل ووكر الواقع في ترينيداد وتوباغو تمامًا مثلما استوفى تويفانن وصية والدته الإستونية المولد في نارفا-يوسو. كان توفانين يجيد كل من اللغات الفنلندية، و الإنجليزية والإستونية، و الألمانية، و الروسية، و الفرنسية.